# 아쇼케 센
아쇼케 센(벵골어: অশোক সেন, 영어: Ashoke Sen, 1956년 ~)배사는 인도의 이론물리학자이다. 그는 끈이론의 여러 분야에 중요한 업적을 많이 남겼다.
대표적으로는 끈의 상호작용에 대한 근본적인 연구 방향을 제시한 강-약 결합 이중성 혹은 S이중성에 관한 논문 이 있으며, 불안정한 D막에 대한 연구를 선도하였고 그러한 막 위에서의 열린 끈 타키온 응축에 대한 유명한 가설을 주창하였다. 또한 구르는 타키온에 대한 그의 설명 은 끈 우주론에도 영향을 주었으며 끈 장론에 관한 많은 주요 논문들을 공저하기도 했다. 현재 그의 200여 편에 이르는 연구 논문 중에 40개 이상의 논문이 100회 이상의 인용 횟수를 가지고 있다.

## 학력
- 1972년~1975년: 콜카타 프레지던시 대학교 물리학과 (학사)
- 1975년~1976년: 인도 공과대학교 칸푸르 물리학과 (석사)
- 뉴욕 스토니브룩 대학교 물리학과 (박사)

## 생애
센은 스토니브룩 대학교에서 박사학위를 취득했다. 연구 경력의 초기에는 페르미 국립 가속기 연구소와 스탠퍼드 선형 가속기 센터(SLAC)의 연구과학자로 지냈다. 이후 인도의 타타 기초 연구소(TIFR)를 거쳐 현재는 하리쉬-찬드라 연구소(HRI)에 있다. 그는 HRI의 응집물질물리학자 수마티 라오와 결혼하였다.
1989년에 ICTP 상을 수상 하였으며 1994년에는 샨티 스와럽 바트나가 과학기술상, 2001년에는 파드마 쉬리를 받았다. 1998년에 영국의 왕립 학회 회원이 되었다.